# Новий Амстердам

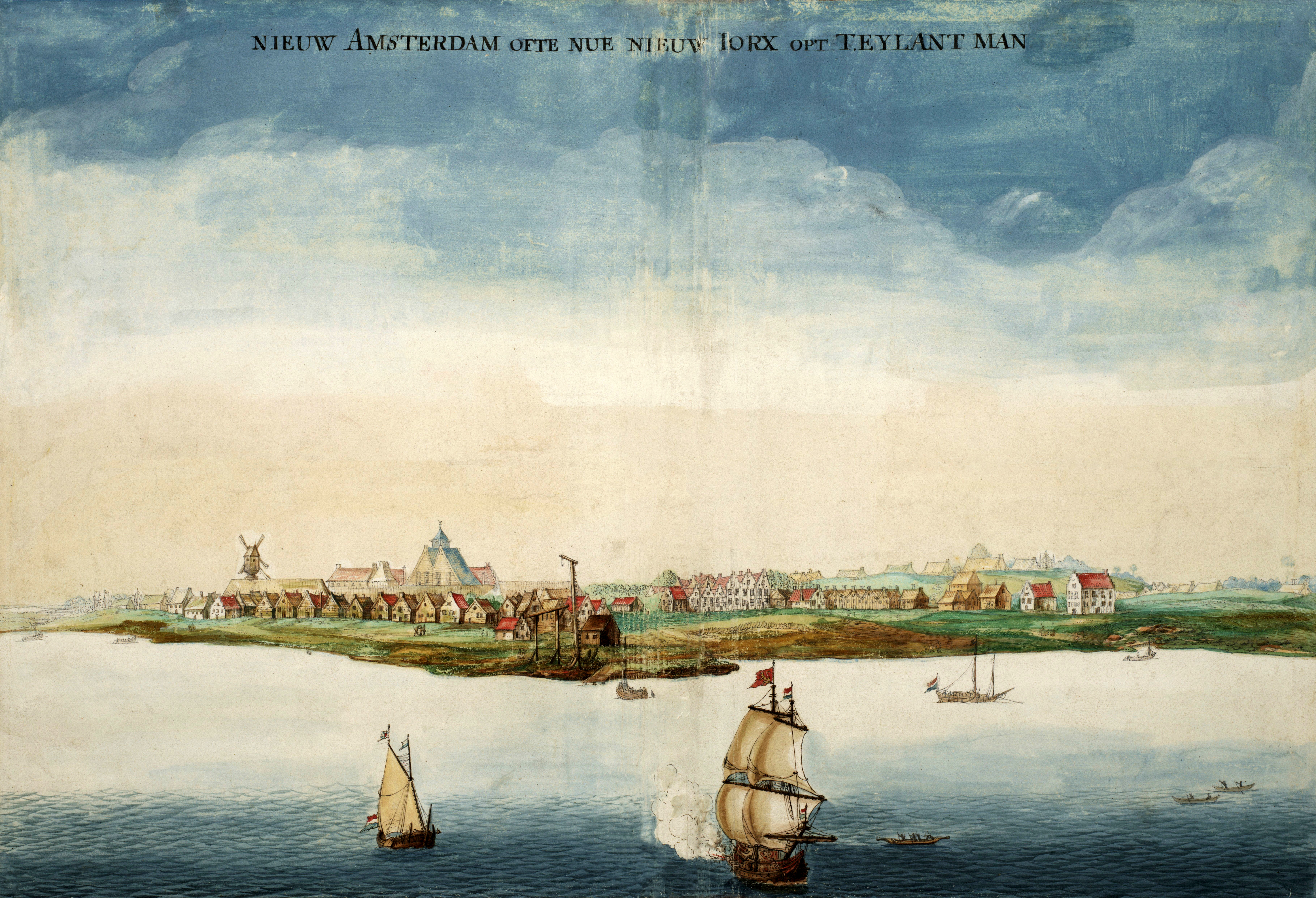
Новий Амстердам близько 1650 року

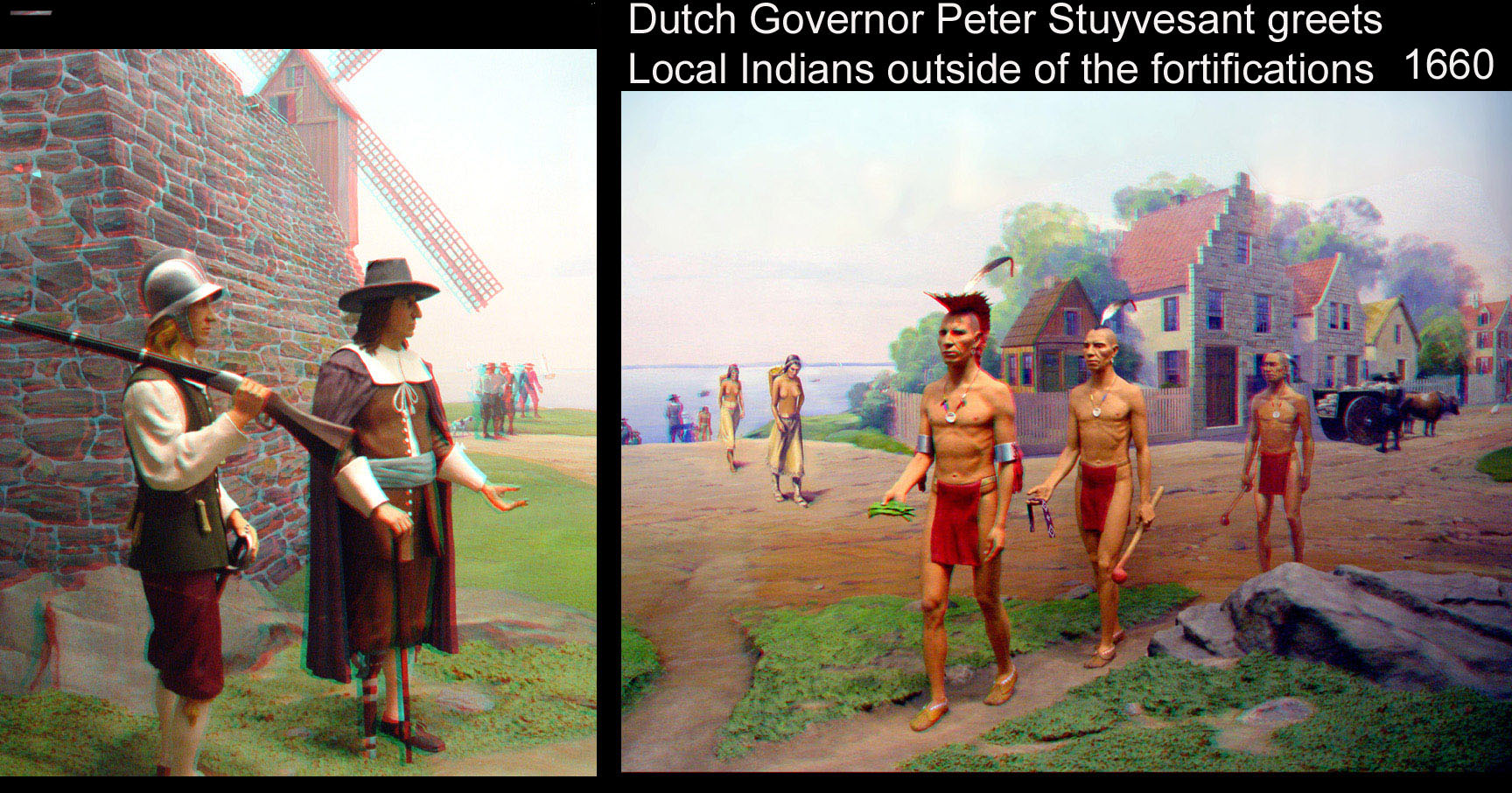
Голландський губернатор Стейвесант вітає індіанську делегацію 1660 рік (пластмасова панорама).

Новий Амстерда́м (нід. Nieuw Amsterdam) — початкова нідерландська назва Нью-Йорка в 1626—1664 роках.

## Історія виникнення
У 1602 році Генеральні Штати Республіки Семи Об'єднаних Нижніх Земель (в просторіччі — Голландської Республіки) заснували Голландську Вест-Індійську компанію, поставивши перед нею завдання знайти Північно-західний шлях в Азію і приєднати до Нідерландів відкриті території.
У 1609 році експедиція цієї компанії під керівництвом англійського мореплавця Генрі Гадсона (Гудзона) відкрила, досліджувала і склала карту дельти річки (пізніше отримала ім'я Гудзона) на місці майбутнього міста. У 1614 році територія була приєднана до Голландської республіці під ім'ям Нові Нідерланди. Перше поселення провінції з'явилося на Губернаторському острові по сусідству з островом Мангеттен у 1624 році, а пізніше, в 1625 році, поселенцями був побудований Форт Амстердам на південному краю Мангеттена.

## Розвиток міста
Поселення Новий Амстердам набуло статусу міста в 1653 році після набуття муніципальних прав. Засновником міста вважається другий директор Голландської Вест-Індської компанії Віллем Верхюлст, який разом зі своїми помічниками в 1625 році обрав острів Мангеттен місцем закладки постійного поселення. Того ж року військовий інженер Крейн Фредеріксзон ван Лоббрехт заклав тут фортецю з Фортом Амстердам в центральній її частині. Щоб захистити власність поселенців, згідно голландському закону, губернатор Нових Нідерландів Петер Мінейт у 1626 році викупив острів Мангеттен у індіанського племені Манагатта за речі, оцінені тоді в 60 гульденів (24 долари в той час, сума, еквівалентна сьогодні 500—700 доларам США).
Добре укріплене місто на південному краю острова Мангеттен в дельті річки покликане було забезпечити безпеку річкового проходу судам Голландської Вест-Індської компанії, які торгували у верхів'ях річки хутром з індіанськими племенами. Крім того, воно повинно було охороняти ексклюзивний доступ компанії до гирл річок Делавер і Коннектикут.
Новий Амстердам виріс в найбільше поселення в провінції Нових Нідерландів і залишався при владі Голландської республіки до серпня 1664 року, коли він тимчасово перейшов в руки англійців в результаті війни. Англійський король Карл II у 1664 році вирішив приєднати Нові Нідерланди до своїх володінь у Північній Америці, віддав їх в дарунок своєму братові Джеймсу, герцогу Йорку та Олбані, який став згодом королем Яковом II (1633—1701). Джеймс отримав титул лорда-володаря і спорядив добре озброєну експедицію з чотирьох кораблів на чолі з Річардом Ніколсоном, запропонувавши мешканцям провінції разом з губернатором Пітером Стейвесантом передати свої землі англійській короні.
У серпні 1673 року голландський загін чисельністю 600 осіб під командуванням капітана Ентоні Колве захопив Нью-Йорк і навколишню його територію. Він назвав цю область Новий Оранж у честь Вільгельма Оранського і став її губернатором. Голландське правління, однак, тривало недовго. У 1674 році був підписаний Вестмінстерський договір, за яким Нью-Йорк був повернений Англії.